# FK Dobrovice
Fotbalový klub Dobrovice w skrócie FK Dobrovice – czeski klub piłkarski, grający w IV lidze czeskiej, mający siedzibę w mieście Dobrovice.

## Stadion
Domowe mecze klub rozgrywa na stadionie o nazwie Stadion FK Dobrovice, położonym w mieście Dobrovice. Stadion może pomieścić 1500 widzów.